# Birillus
Birillus oder Beryllus war der Legende nach der erste Bischof von Catania auf Sizilien.
Birillus, der aus dem syrischen Antiochia stammen soll, soll von Apostel Petrus selbst eingesetzt worden und in hohem Alter verstorben sein. Im Martyrologium Romanum von 2001 bzw. 2004 ist Birillus nicht mehr enthalten, da er als legendär eingestuft wird. Erwähnt wird er zuerst in der im 8. oder 9. Jahrhundert verfassten Vita des, vermutlich ebenso legendären, Bischofs Pankratius von Taormina. Frühere Autoren hatten auch nie einen apostolischen Ursprung einer sizilianischen Kirche behauptet.
Die Pfarrkirche in dem Ortsteil Santa Maria degli Ammalati von Acireale ist dem Patrozinium des heiligen Birillus unterstellt.

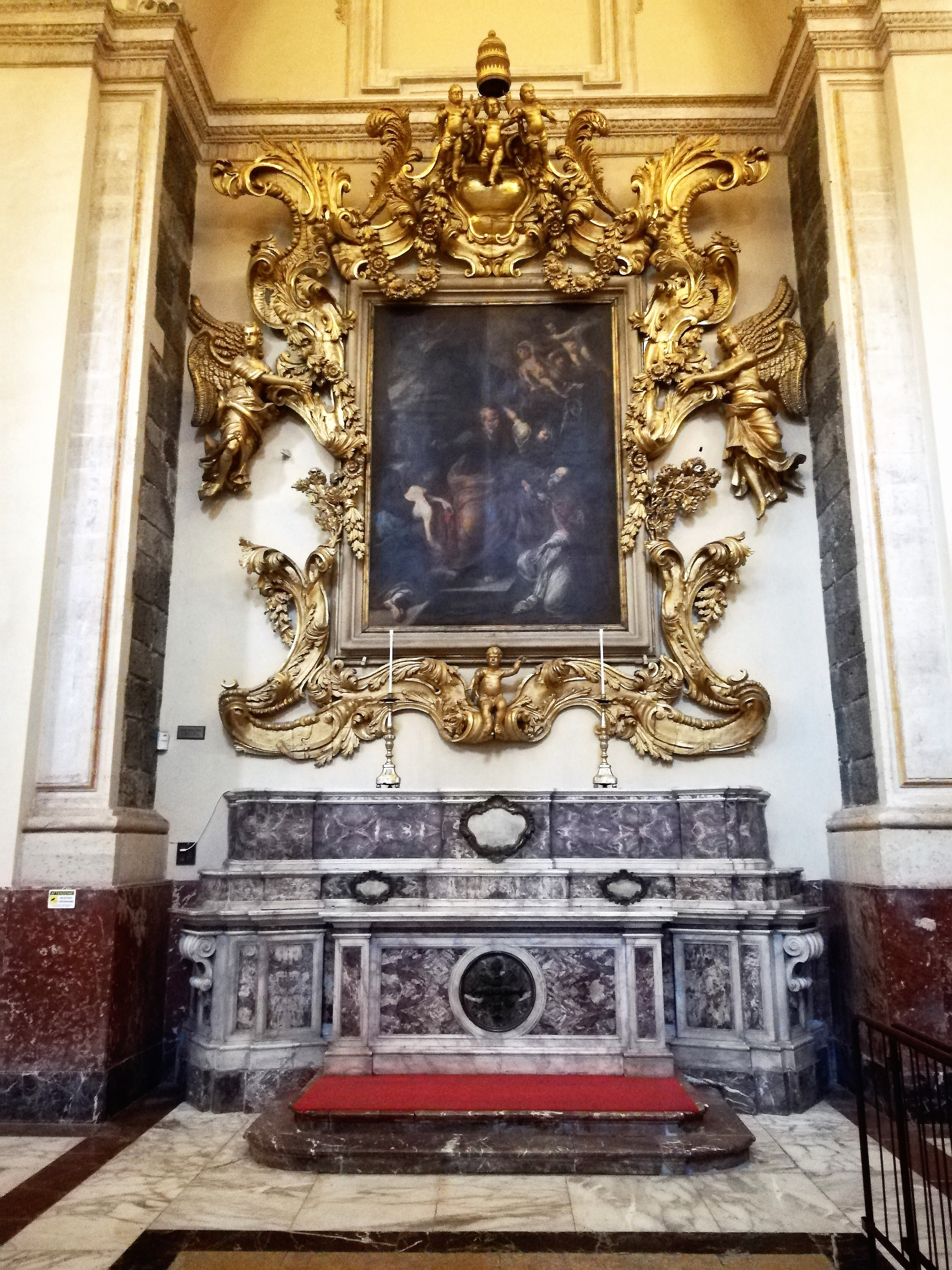
Petrus weiht Birillus; Cappella di San Berillo, Kathedrale von Catania

Sein Gedenktag ist der 21. März.

## Bildende Kunst
In der Kathedrale von Catania befindet sich ein Altarbild des sizilianischen Barockmalers Andrea Suppa  mit einer Darstellung des Birillus, der von dem Apostel Petrus kniet. 